# Monoplex pilearis
Espèce
Synonymes
- Cymatium pileare (Linnaeus, 1758)

Monoplex pilearis est une espèce de mollusques marins de la classe des gastéropodes et de la famille des Cymatiidae.

## Morphologie
- Taille : 38 à 140 mm.

## Répartition
- Océan Atlantique, mer Rouge, océan Indien et ouest du Pacifique'.

## Philatélie
Ce mollusque figure sur une émission d'Indonésie de 1970 (valeur faciale : 7,50 + 0,50 r)  sous le libellé Cymatium (Lampusia) pileare.